# Естествен отбор
Естественият отбор (среща се и като естествен подбор) е биологичен процес, при който полезните за организма наследствени черти се срещат все по-често във всяко следващо поколение на една популация, а неблагоприятните – все по-рядко, което се дължи на разлики в скоростта на възпроизвеждане на генотиповете. Естественият отбор оказва влияние върху фенотипа (проявените качества на организма); организми с по-благоприятен фенотип имат по-голям шанс да оцелеят и дадат поколение, отколкото други с по-неблагоприятен фенотип. От поколение на поколение се увеличава честотата на генотипа на по-приспособения към условията на средата фенотип. Естественият отбор може да доведе в течение на времето до приспособяване и специализация на организма към определена екологична ниша, което може да завърши с образуването на нов вид. С други думи, естественият отбор е механизмът, чрез който еволюцията се извършва в популацията на даден организъм.
В днешно време естественият отбор е един от крайъгълните камъни на модерната биология. Терминът е въведен през 1859 г. от английския естествоизпитател Чарлз Дарвин. Тогава излиза от печат най-известната му книга „Произход на видовете“ („The Origin of Species“). В нея естественият отбор е описан по аналогия на изкуствената селекция, практикувана от човека, при която животни с желани качества се отделят, за да бъдат използвани за разплод.
Идеята за естествения отбор се развива във време, когато липсва подробна теория за наследствеността. Когато Дарвин пише за еволюция, естествен отбор и произход на видовете, още нищо не се знае за наследствеността и законите на генетиката. Въпреки че Грегор Мендел, бащата на генетиката, е съвременник на Дарвин, трудовете му остават непознати до началото на 20 век. Обединяването на класическата Дарвинова теория с по-късно направените открития в областта на класическата и молекулярната генетика дава началото на съвременната теория за еволюцията. След време са открити и други механизми на молекулярната еволюция, които също са важни фактори, обуславящи генетичното разнообразие (вж. напр. неутралната теория на Мотоо Кимура). Обаче естественият отбор остава единственото обяснение на адаптивната еволюция.

## Основни принципи
Естественият отбор влияе върху фенотипа (физичните характеристики) на един организъм. Фенотипът се определя от генетичния състав на организма (генотипа) и от условията на околната среда, в които живее той. Често пъти естественият отбор оказва влияние върху специфични черти на един индивид, като термините „фенотип“ и „генотип“ се използват в тесен смисъл, за да укажат тези специфични признаци.
Когато отделните организми в една популация притежават различен набор от гени, определящи даден признак, всяка една от тях се нарича алел. Именно тази генетична изменчивост е в основата на фенотипните признаци. Типичен пример в това отношение е комбинацията от няколко гена за цвят на очите при човека, които заедно определят фенотипа на сините очи. Когато всички индивиди в една популация притежават един и същ алел за определен признак, и този признак е постоянен във времето, става въпрос за фиксиран алел в тази популация.
Някои признаци се контролират от единствен ген, но повечето зависят от взаимодействието на няколко гена. Изменчивост в един от тези гени може да има малко влияние върху фенотипа. Съвкупното действие на тези гени поражда спектър от възможни фенотипни стойности.

### Номенклатура и употреба
Терминът „естествен отбор“ може да има различно значение (само нюанси) в зависимост от контекста. Най-общо казано, терминът се използва във връзка с унаследяването на признаци. Понякога обаче може да се отнася до характерен размножителен успех на фенотипове, независимо дали последните се унаследяват. Действието на естествения отбор е „сляпо“, в смисъл че успехът в размножаването на индивида е функция на неговия фенотип, като няма значение дали и в каква степен се унаследява фенотипът. Първоначално терминът е употребяван от Дарвин  едновременно и за описание на следствията от сляпата селекция, и за нейния механизъм. Понякога се налага да се прави изрична разлика между механизма на отбора и неговите последствия. Тогава учените допълват определението така: „този механизъм, който допринася за селекцията на индивиди, които се размножават“, без значение дали се унаследяват признаците, по които се прави отбор. Това понякога се обозначава като „фенотипен естествен отбор“. 
Черти, които спомагат за подобряване на успеха при размножаването, често се казва, че са подложени на положителна селекция. Обратно, тези, които намаляват шансовете за създаване на поколение, са подложени на отрицателна селекция. Положителната селекция на даден признак често води до положителна селекция и на други белези, свързани с него, без те да оказват пряко влияние на приспособимостта. Това може да доведе до плейотропия или скачване на гени. 

### Приспособимост
За повече информация вижте основната статия Приспособимост
Понятието „приспособимост“ е централно за естествения отбор. Както и при понятието „естествен отбор“, съществуват различни мнения относно точната му дефиниция. Въпреки че на разговорен език под „приспособимост“ се разбира качество или качества, които помагат на даден индивид да оцелее – например в прочутата фраза „оцеляване на най-приспособения“, – съвременната теория за еволюцията обвързва определението на термина с размножаването на индивида. Идеята на този подход е следната: ако един индивид живее два пъти по-малко от друг от същия вид, но оставя два пъти повече потомци в сравнение с него (които на свой ред оцеляват и дават потомство), то гените на първия индивид ще се срещат по-често в популацията от следващото поколение. Това е известно като диференциално размножаване.
Макар и естественият отбор да оказва влияние върху всеки индивид от популацията поотделно, приспособимостта на един генотип се изразява като средностатистическото влияние на естествения отбор върху всички индивиди с този генотип. Генотип с много ниска приспособимост води до това, че носителите му, средно взето, имат малко на брой потомци или нямат изобщо. За пример при хората може да се дадат случаите на генетични смущения от типа на муковисцидозата. Реалността обаче е по-комплексна. Наличието например на дрепаноцитоза наистина води до ниска приспособимост в човешката популация като цяло. От друга страна, поради факта, че същата дава имунитет срещу маларията, то в популации с висока степен на заразимост от малария, ефектът се изразява във високи стойности на приспособимостта. Най-общо казано, приспособимостта на един организъм е функция от приспособимостта на всичките му алели. Понеже приспособимостта е средностатистическа величина, възможно е благоприятна мутация да се появи в индивид, който обаче не доживява до зряла възраст (съответно не оставя поколение) по съвсем други причини.

### Видове отбор
Естественият отбор може да оказва въздействие върху която и да е фенотипна черта, а който и да е фактор на околната среда (включително брачен партньор или други представители на рода) може да оказва селективно влияние. Въпреки това, това не означава, че естественият отбор задължително и последователно води до адаптивна еволюция. Най-често ролята на естествения отбор се изразява в поддържане на статуквото, като по-слабо приспособените варианти биват елиминирани.
Селекционната единица (нивото, на което става отборът) може да бъде не само отделният индивид, но и всяко друго йерархично ниво от биологичната организация, като гени, клетки или роднински групи. Въпросът дали естественият отбор оказва влияние на групи организми или видове, като води до образуването на адаптации, които благоприятстват група от нероднински представители, е все още силно дискусионен. Оборът на ниво гени например може да доведе до увеличаване на приспособимостта на даден ген, като същевременно приспособимостта на индивидите, носители на същия ген, може да намалее. Процесът е познат като вътрегеномен конфликт. Като цяло, селекционният натиск на всички възможни нива определя общата приспособимост на даден индивид, а оттук и резултатът от естествения отбор.
Естественият отбор се проявява на всеки един етап от живота на даден индивид. Той трябва да оцелее до достигане на зряла възраст преди достигането на полова зрялост, като отборът на тези индивиди, които достигат до нея, се нарича отбор по жизненост. При много видове, полово зрелите индивиди трябва да се конкурират за намирането на брачен партньор, в което се изразява половият отбор. От успеха в тази конкуренция зависи кой от тях ще стане родител на следващото поколение. Когато индивидите имат повече от един размножителен период в живота си, по-продължителното оцеляване в периода на полова активност увеличава броя на потомците, в което се изразява отбора по оцеляване. Плодовитостта на мъжките и женските индивиди може да бъде ограничена ототбора по плодовитост. Възможно е да съществуват разлики в жизнеността на произведените гамети, а интергеномният конфликт от типа на мейотичното привличане между хаплоидните гамети може да доведе до гаметен или генен отбор. Не на последно място, някои съчетания от яйцеклетки и сперматозоиди може да са по-съвместими от други, в което се изразява отборът по съвместимост.

### Полов отбор
Добре е да се прави разлика между екологичен отбор и терминът с по-тясно значение „полов отбор“. Екологичният отбор включва всички селекционни механизми (включително влиянието на роднините при роднинския отбор, както и на индивидите от същия вид, изразяващо се например вконкуренция или детеубийство), докато сексуалният отбор се отнася специално за конкуренцията при намиране на брачен партньор между индивиди от един вид . Сексуалният отбор може да бъде интрасексуален, когато в една популация се конкурират индивиди от един и същ пол, и интерсексуален, когато единият от половете контролира размножителния процес, упражнявайки избор всред популация от налични брачни партньори. Най-често интрасексуалният отбор представлява съперничество между мъжки екземпляри, а интерсексуалния се изразява в избора на брачен партньор от страна на женската, поради общо взето по-голямото количество ресурси, вложени от женския индивид в сравнение с мъжкия в единица потомство.

## Генетична теория за естествения отбор
Естественият отбор само по себе си е проста концепция, в която разликите в приспособимостта между различните фенотипове играе решаваща роля. Съчетанието между естествения отбор като механизъм с генетичния материал като работна материя придава огромна сила на еволюционната теория.

### Насока на отбора
Когато някой признак се унаследява, отборът води до промяна в честотите на алелите (т.е. честотите на вариантите на гена, които обуславят вариантите на признака). Отборът може да бъде разделен на три вида в зависимост от влиянието му върху честотите на алелите .
Движещ естествен отбор се наблюдава в случаите, когато някои алели имат по-голяма приспособимост от други, което води до увеличена честота на тези алели. Този процес може да продължава до момента, в който алелът бива фиксиран и оттам нататък цялата популация представя само най-приспособения фенотип.
Далеч по-често наблюдаван е стабилизиращият естествен отбор. При него се намалява честотата на гените, които имат вреден ефект върху фенотипа (т.е., които водят до организми с намалена приспособимост). Този процес може да доведе в крайна сметка до елиминиране на гена от популацията.

## Еволюция посредством естествения отбор
Предпоставка за това естественият отбор да доведе до адаптивна еволюция, нови черти или видообразуване е наличието на генетично разнообразие, което довежда до разлики в приспособимостта. Генетичното разнообразие е резултат на мутации, рекомбинации и изменения в кариотипа (брой, форма, размери и вътрешна организация на хромозомите). Всяка една от тези промени може да има силно положителни или определено вредни последствия, като мащабни промени са много рядко срещани. В миналото множество промени в генетичния материал са били считани за неутрални или близки до неутралните, защото настъпват само в некодираща ДНК или довежда само до синонимно заместване. Последните изследвания показват обаче, че редица мутации в некодираща ДНК в действителност имат в слаба степен вредно влияние. Въпреки че и темпът на мутиране, и последствията от мутациите за средната приспособимост зависят от организма, оценки въз основа на данни при хората сочат, че по-голямата част от мутациите имат слаб вреден ефект. 
От определението за приспособимост, по-приспособени индивиди имат по-големи шансове да имат потомство в следващото поколение, докато вероятността по-слабо приспособените индивиди да умрат преди да участват в размножаването са по-големи. В резултат на това алели, които средно осигуряват по-голяма приспособимост, стават по-често срещани в следващото поколение, докато алели, намаляващи приспособимостта, стават по-редки. Ако селекционната сила остава непроменена в течение на много поколения, благотворните алели стават все по-често срещани, докато в крайна сметка не доминират в цялата популация, докато алелите, свързани с ниска приспособимост, изчезват. Във всяко поколение се появяват спонтанно нови мутации и рекомбинации, което дава начало на нов спектър от фенотипове. По този начин, всяко ново поколение ще бъде обогатявано от увеличеното относително участие на алелите, които допринасят за появата на тези черти, селектирани от естествения отбор, засилващи същевременно тези черти от поколение на поколение.